# لونا، آراگن
لونا، آراگن (به اسپانیایی: Luna) یک دهستان در اسپانیا است که در استان ساراگوسا واقع شده‌است. لونا ۳۰۸٫۹۲ کیلومتر مربع مساحت دارد ۴۷۷ متر بالاتر از سطح دریا واقع شده‌است.